# Étienne Mourrut

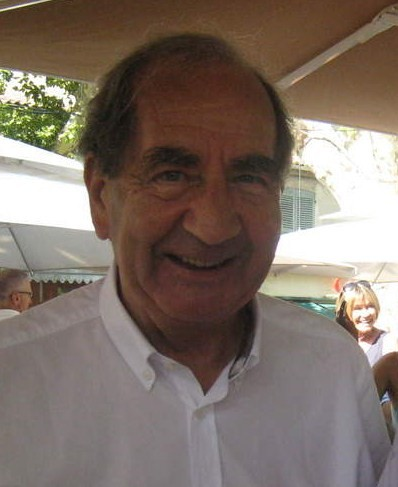
Étienne Mourrut (Juli 2010)

Étienne Mourrut (* 4. Dezember 1939 in Le Grau-du-Roi; † 19. Oktober 2014) war ein französischer Politiker. Er war von 2002 bis 2012 Abgeordneter der Nationalversammlung.
Mourrut, der als Kaufmann arbeitete, wurde 1983 zum Bürgermeister seiner Heimatstadt Le Grau-du-Roi gewählt. 1985 zog er in den Generalrat des Départements Gard ein, dem er bis 2002 angehörte. Im folgenden Jahr wurde er zudem in den Regionalrat gewählt, dessen Mitglied er bis 1992 blieb. 2002 kandidierte er für die UMP bei den Parlamentswahlen und zog in die Nationalversammlung ein. 2007 wurde er wiedergewählt. Bei den Wahlen 2012 trat er erneut an. Dort erreichte er in der ersten Runde mit 23,9 % hinter dem Rechtsextremen Gilbert Collard und der Sozialistin Katy Guyot nur den dritten Platz. In der zweiten Runde kam er auf nur 15,6 % der Stimmen und verlor sein Mandat an Collard, der 42,8 % erreichte.